# シャフリラ・ザカイ
シャフリラ・ザカイ （本名：ヘブライ語：שפרירה זכאי、英語表記：Shafrira Zakai, 1932年9月13日 - ）は イスラエルの女優、女性声優、音響監督、翻訳家、著作家。

## 人物
イスラエルの吹き替えの創生期から活動。1973年に、1969版の『長くつ下のピッピ』で声優デビュー。1979年に『みつばちマーヤの冒険』で音響監督デビュー。1988年から2008年まで、ほとんどのディズニー映画の音響監督として知られている。
2008年で声優業を引退するが、2010年に『アリス・イン・ワンダーランド』で限定出演した。

## 出演作品

### テレビアニメ
- アラジンの大冒険 (サントラ、アブー (時々)、他)
- おちゃめな魔女サブリナ (役名表記なし)
- ガーゴイルズ (役名表記なし)
- 怪盗カルメンサンディエゴ (役名表記なし)
- ガミー・ベアの冒険 (グラミー) ※ビデオ版のみ
- クワック・パック (役名表記なし)
- 新くまのプーさん (カンガ、ナレーション)
- スペース・レンジャー バズ・ライトイヤー (役名表記なし)
- スマーフ (アガタ、アズラエル、オープニングナレーター、他) (シーズン2まで)
- 小さなアヒルの大きな愛の物語 あひるのクワック (ロビン)
- ライオン・キングのティモンとプンバァ  (シェンジ、他) ※ビデオ版と同様
- 地上最強のエキスパートチーム G.I.ジョー (スカーレット)
- 母をたずねて三千里 (役名表記なし)
- ふしぎの国のアリス (白い女王、女公爵、次回予告ナレーション)
- マクロン1 (戦国魔神ゴーショーグン) (レミー島田 (ケイティ・ジェイムソン))
- みつばちマーヤの冒険 (役名表記なし)
- リトル・マーメイド (役名表記なし) ※ビデオ版/90年代テレビ版
- わんぱくダック夢冒険 (マジカ・デ・スペル、ビーグルママ)

### 劇場アニメ
- 101匹わんちゃん (役名表記なし)
- イカボードとトード氏  (カトリーナ・ヴァン・タスル )
- オリバー ニューヨーク子猫ものがたり (役名表記なし)
- くまのプーさん 完全保存版 (カンガ)
- グーフィー・ムービー ホリデーは最高!! (ミス・メイプルズ)
- ジャングル・ブック (ウィニフレッド)
- 白雪姫 (ナレーター)
- シンデレラ (ナレーター)
- ターザン (役名表記なし)
- ダンボ (メイトリアーク)
- ダックテイル・ザ・ムービー/失われた魔法のランプ (秘書)
- チキンラン (役名表記なし)
- トイ・ストーリー (シドの母親、ピザプラネットアナウンサー)
- トイ・ストーリー2 (役名表記なし)
- とび★うおーず (役名表記なし)
- トムとジェリーの大冒険 (トムのオーナー)
- トレジャー・プラネット (役名表記なし)
- 長くつ下のピッピ (1997版) (先生 (台詞のみ))
- 眠れる森の美女 (フローラ)
- ノートルダムの鐘 (役名表記なし)
- バグズ・ライフ (フローラ先生)
- バンビ (役名表記なし)
- バンビ2 森のプリンス (役名表記なし)
- ピーター・パン (酋長夫人)
- ピーター・パン2 ネバーランドの秘密 (役名表記なし)
- ビアンカの大冒険 (役名表記なし)
- ビアンカの大冒険 ゴールデン・イーグルを救え! (コーディの母、鼠看護婦)
- 美女と野獣 (役名表記なし)
- ファインディング・ニモ (バーバラ)
- ふしぎの国のアリス (カキお婆さん)
- ブラザー・ベア (役名表記なし)
- プリンス・オブ・エジプト (役名表記なし)
- Mr.インクレディブル (役名表記なし)
- ムーラン (役名表記なし)
- モンスターズ・インク (役名表記なし)
- ライオン・キング (サラフィナ)
- リセス ～ぼくらの夏休みを守れ!～ (フィンスター先生)
- リトル・マーメイド (カーロッタ)
- リロ・アンド・スティッチ (役名表記なし)
- ロビン・フッド (マザー・マウス、マザー・ラビット)
- わんわん物語 (ダーリングの友達)

### OVA
- 101匹わんちゃんII パッチのはじめての冒険 (役名表記なし)
- アラジン完結編 盗賊王の伝説  (お告げの杖の精)
- アラジン ジャファーの逆襲 (貧しい母親)
- 史上最強のグーフィー・ムービー Xゲームで大パニック!  (秘書)
- シンデレラII (役名表記なし)
- スティッチ!ザ・ムービー (役名表記なし)
- スペース・レンジャー バズ・ライトイヤー 帝王ザーグを倒せ! (役名表記なし)
- ターザン2 (役名表記なし)
- ディズニー短編アニメーション (デイジーダック (初代)、ナレーター、他) ※ビデオ版とDVD版のみ
- ノートルダムの鐘II (役名表記なし)
- 美女と野獣 ベルの素敵なプレゼント (魔女)
- 美女と野獣 ベルのファンタジーワールド (役名表記なし)
- ブラザー・ベア2  (アンダ)
- ポカホンタスII/イングランドへの旅立ち (役名表記なし)
- ミッキー、ドナルド、グーフィーの三銃士  (グーフィの頭のメッセンジャーボイス)
- ムーラン2 (役名表記なし)
- ライオン・キング2 シンバズ・プライド (役名表記なし)
- ラマになった王様2 クロンクのノリノリ大作戦 (ヒルディ)
- リトル・マーメイドII Return to The Sea (カーロッタ)
- リロ・アンド・スティッチ 2 (役名表記なし)
- わんわん物語II (おばはん)

### テレビ
- 長くつ下のピッピ (先生)

### 実写
- アリス・イン・ワンダーランド (イモージェン叔母さん)
- 奇跡の旅 (役名表記なし)
- キャッツ & ドッグス (役名表記なし)
- サンダーバード (役名表記なし)
- スパイキッズ (役名表記なし)
- スパイキッズ2 失われた夢の島  (祖母)
- スパイキッズ3-D:ゲームオーバー  (祖母)
- 点子ちゃんとアントン (役名表記なし)
- ナルニア国物語/第2章: カスピアン王子の角笛 (老婆)
- ハリー・ポッターと賢者の石 (役名表記なし)
- ベイブ (役名表記なし)

## 参加作品

### テレビアニメ
- アラジンの大冒険 (翻訳、演出、主題歌詞翻訳)
- おちゃめな魔女サブリナ  (翻訳、演出、主題歌詞翻訳)
- ガーゴイルズ (翻訳、演出)
- 怪盗カルメンサンディエゴ  (翻訳、演出、主題歌詞翻訳) ※新収録でも翻訳
- ガミー・ベアの冒険 (翻訳、演出、主題歌詞翻訳) ※ビデオ版のみ
- クワック・パック (翻訳、演出、主題歌詞翻訳)
- 新くまのプーさん (翻訳、演出、主題歌詞翻訳)
- スペース・レンジャー バズ・ライトイヤー  (翻訳、演出)
- スマーフ (翻訳、演出) (シーズン2まで)
- タオタオ絵本館 世界動物ばなし (翻訳)
- 小さなアヒルの大きな愛の物語 あひるのクワック (翻訳、演出、主題歌詞翻訳)
- ライオンキングのティモンとプンバァ  (翻訳、演出、主題歌詞翻訳、歌詞翻訳) *ビデオ版と同様
- 地上最強のエキスパートチーム G.I.ジョー (翻訳、演出、主題歌詞翻訳)
- 人魚姫 マリーナの冒険 (翻訳、演出、主題歌詞翻訳)
- ニルスのふしぎな旅 (翻訳)
- パパはグーフィー (翻訳、演出、主題歌詞翻訳)
- ハックルベリィの冒険 (翻訳、演出、主題歌詞翻訳)
- 母をたずねて三千里 (翻訳、演出)
- ふしぎの国のアリス (翻訳、演出、主題歌詞翻訳)
- マクロン1 (戦国魔神ゴーショーグン/亜空大作戦スラングル) (翻訳、演出、主題歌詞翻訳)
- みつばちマーヤの冒険 (翻訳、演出、主題歌詞翻訳)
- 森の陽気な小人たちベルフィーとリルビット (翻訳)
- リトル・マーメイド (翻訳、演出、歌詞翻訳) ※ビデオ版/90年代テレビ版
- わんぱくダック夢冒険 (翻訳、演出、主題歌詞翻訳)

### 劇場アニメ
- 101匹わんちゃん  (翻訳、演出、歌詞翻訳)
- アトランティス 失われた帝国 (翻訳、演出)
- アラジン (翻訳、演出、歌詞翻訳)
- イカボードとトード氏  (翻訳、演出、歌詞翻訳)
- 王様と私  (翻訳、演出、歌詞翻訳)
- 王様の剣  (翻訳、演出、歌詞翻訳)
- おしゃれキャット (翻訳、演出、歌詞翻訳)
- おやゆび姫 サンベリーナ (翻訳、演出、歌詞翻訳)
- オリバー ニューヨーク子猫ものがたり (翻訳、演出、歌詞翻訳)
- きつねと猟犬 (翻訳、演出、歌詞翻訳)
- くまのプーさん 完全保存版 (翻訳、演出、歌詞翻訳)
- くまのプーさん 完全保存版II ピグレット・ムービー (翻訳、演出、歌詞翻訳)
- くまのプーさん ザ・ムービー/はじめまして、ランピー! (翻訳、演出、歌詞翻訳)
- グーフィー・ムービー ホリデーは最高!! (翻訳、演出、歌詞翻訳)
- スピリット (翻訳、演出、歌詞翻訳)
- ジャングル・ブック (翻訳、演出、歌詞翻訳)
- ジャングル・ブック2 (翻訳、演出、歌詞翻訳)
- 白雪姫 (翻訳、演出、歌詞翻訳)
- シンデレラ (翻訳、演出、歌詞翻訳)
- ターザン (翻訳、演出、歌詞翻訳)
- ダイナソー (翻訳、演出)
- ダンボ (翻訳、演出、歌詞翻訳)
- ダックテイル・ザ・ムービー/失われた魔法のランプ (翻訳、演出、主題歌詞翻訳)
- チキンラン (翻訳、演出)
- ティガー・ムービー プーさんの贈りもの (翻訳、演出、歌詞翻訳)
- ディズニー短編アニメーション (デイジーダック (翻訳、演出、歌詞翻訳) ※ビデオ版とDVD版のみ
- とび★うおーず  (翻訳、演出、歌詞翻訳)
- トイ・ストーリー (翻訳、演出、歌詞翻訳)
- トイ・ストーリー2 (翻訳、演出、歌詞翻訳)
- トイ・ストーリー3 (オープニング歌詞翻訳)
- トムとジェリーの大冒険 (翻訳、演出、歌詞翻訳)
- トレジャー・プラネット (翻訳、演出)
- 長くつ下のピッピ (1997版) (翻訳、演出、歌詞翻訳)
- 眠れる森の美女（翻訳、演出、歌詞翻訳）
- ノートルダムの鐘（翻訳、演出、歌詞翻訳）
- バウンディン  (演出)
- バグズ・ライフ (翻訳、演出)
- バンビ (翻訳、演出、歌詞翻訳)
- バンビ2 森のプリンス (翻訳、演出、歌詞翻訳)
- ピーター・パン (翻訳、演出、歌詞翻訳)
- ピーター・パン2 ネバーランドの秘密 (翻訳、演出、歌詞翻訳)
- ビアンカの大冒険 (翻訳、演出、歌詞翻訳)
- ビアンカの大冒険 ゴールデン・イーグルを救え! (翻訳、演出)
- 美女と野獣 (翻訳、演出、歌詞翻訳)
- ピノキオ (翻訳、演出、歌詞翻訳)
- ホーム・オン・ザ・レンジ にぎやか農場を救え! (翻訳、演出)
- ファインディング・ニモ (翻訳、演出)
- ファンタジア (翻訳、演出) *ビデオ版
- ふしぎの国のアリス (翻訳、演出、歌詞翻訳)
- ブラザー・ベア (翻訳、演出、歌詞翻訳)
- プリンス・オブ・エジプト  (翻訳、演出、歌詞翻訳)
- ページマスター (翻訳、演出、歌詞翻訳)
- ヘラクレス (翻訳、演出、歌詞翻訳)
- ポカホンタス (翻訳、演出、歌詞翻訳)
- 魔法の剣 キャメロット (翻訳、演出、歌詞翻訳)
- Mr.インクレディブル (翻訳、演出)
- ミッキーの王子と少年 (翻訳、演出)
- ムーラン (翻訳、演出、歌詞翻訳)
- モンスターズ・インク (翻訳、演出、歌詞翻訳)
- ライオン・キング (翻訳、演出、歌詞翻訳)  ※スペシャル・エディションと同様
- ラマになった王様 (翻訳、演出)
- リセス ～ぼくらの夏休みを守れ!～ (翻訳、演出、歌詞翻訳)
- リトルフット (翻訳、演出)
- リトル・マーメイド (翻訳、演出、歌詞翻訳)
- リトル・レッド レシピ泥棒は誰だ!?  (翻訳、演出、歌詞翻訳)
- リロ・アンド・スティッチ (翻訳、演出)
- ルイスと未来泥棒 (翻訳、演出、歌詞翻訳)
- ロビン・フッド (翻訳、演出、歌詞翻訳)
- わんわん物語 (翻訳、演出、歌詞翻訳)

### OVA
- 101匹わんちゃんII パッチのはじめての冒険  (翻訳、演出、歌詞翻訳)
- アラジン完結編 盗賊王の伝説  (翻訳、演出、歌詞翻訳)
- アラジン ジャファーの逆襲 (翻訳、演出、歌詞翻訳)
- くまのプーさん クリストファー・ロビンを探せ! (翻訳、演出、歌詞翻訳)
- くまのプーさん ルーの楽しい春の日  (翻訳、演出、歌詞翻訳)
- 史上最強のグーフィー・ムービー Xゲームで大パニック!  (翻訳、演出)
- シンデレラII  (翻訳、演出、歌詞翻訳)
- ジャック・ジャック・アタック!  (翻訳、演出)
- スティッチ!ザ・ムービー  (翻訳、演出)
- スペース・レンジャー バズ・ライトイヤー 帝王ザーグを倒せ!  (翻訳、演出)
- ターザン2  (翻訳、演出、歌詞翻訳)
- ノートルダムの鐘II  (翻訳、演出、歌詞翻訳)
- 美女と野獣 ベルの素敵なプレゼント  (翻訳、演出、歌詞翻訳)
- 美女と野獣 ベルのファンタジーワールド  (翻訳、演出、歌詞翻訳)
- ブラザー・ベア2  (翻訳、演出、歌詞翻訳)
- ポカホンタスII/イングランドへの旅立ち  (翻訳、演出、歌詞翻訳)
- ミッキー、ドナルド、グーフィーの三銃士  (翻訳、演出、歌詞翻訳)
- ムーラン2  (翻訳、演出、歌詞翻訳)
- ライオン・キング2 シンバズ・プライド  (翻訳、演出、歌詞翻訳)
- ライオン・キング3 ハクナ・マタタ  (翻訳、演出、歌詞翻訳)
- ラマになった王様2 クロンクのノリノリ大作戦  (翻訳、演出、歌詞翻訳)
- リトル・マーメイドII Return to The Sea  (翻訳、演出、歌詞翻訳)
- リトル・マーメイドIII はじまりの物語  (翻訳、演出、歌詞翻訳、音楽ディレクター)
- リロ・アンド・スティッチ 2  (翻訳、演出)
- わんわん物語II (翻訳、演出、歌詞翻訳)

### テレビ
- セサミストリート (マペット編) (80年代のみ) (翻訳、演出、歌詞翻訳)
- 長くつ下のピッピ (翻訳、主題歌詞翻訳)

### 実写
- 奇跡の旅  (翻訳、演出)
- キャッツ & ドッグス  (翻訳、演出)
- サンダーバード (翻訳、演出)
- スパイキッズ (翻訳、演出)
- スパイキッズ2 失われた夢の島 (翻訳、演出)
- スパイキッズ3-D:ゲームオーバー (翻訳、演出)
- 点子ちゃんとアントン (翻訳、演出)
- ナルニア国物語/第1章: ライオンと魔女 (翻訳、演出)
- ナルニア国物語/第2章: カスピアン王子の角笛 (翻訳、演出)
- ハリー・ポッターと賢者の石 (翻訳、演出)
- ハリー・ポッターと秘密の部屋 (翻訳、演出)
- ベイブ (翻訳、演出、歌詞翻訳)